# Sanikiluaq
Sanikiluaq é um povoado inuit localizado na costa norte da ilha de Flaherty, na Baía de Hudson, nas ilhas Belcher, região de Qikiqtaaluk, Nunavut, Canadá. Sua população é de aproximadamente 744 habitantes.